# Леонардо II Токко
Леонардо II Токко (італ. Leonardo II Tocco, грец. Λεονάρδος Β΄ Τόκκος; 1375/76 – 1418/19) — співпфальцграф Кефалонії та Закінфу в 1376—1399 роках.

## Життєпис
Походив з неаполітанського шляхетського роду Токко. Молодший син Леонардо I, пфальцгнрафа Кефалонії та Закінфу, й Магдалени Буонделмонті. Після смерті свого батька 1375/1377 року розділив владу над пфальцграфством з братом Карло. Втім фактична влада належала їх матері-регентши.
1399 року брати розділили володіння. При цьому Леонрадо отримав у володіння острів Закінф, а також місто Кларенці з округою. 1402 року призначено губернатором Коринфу.
Водночас став активно допомагати братові в нападах на Артський деспотат, головним чином на Ангелокастрон. 1411 року брат Карло став деспотом Епіру.
Леонардо II посилив набіги на південні території Артського деспотату, зруйнувавши 1411 року албанську фортецб Лаханокастрон. Проте 1412 року зазнав поразки від албанців під Кранеа. 1413 року вів кампанії проти Чентуріоне II, князя Ахейського. 1414 року рушив до Коринфу на зустріч з візантійським імператором Мануїлом II, який закликав до миру з ахейським володарем. Разом з тим надав Леонардо II гідність мегаконставлоса (на кшталт великого конетабля).
У 1416 році він відбив напад Якупа Буа Шпати, деспота Арти, на фортецю Вобліан. Невдовзі за цим в битві поблизу Нікополя Леонардо II завдав поразки військам Артського деспотату, після чого спробував захопити у деспота Рогою, але зазнав поразки від албанців.
1 жовтня 1416 року Карло I зайняв Арту, а Леонардо II — Рогою. За цим призначається губернатором міст Арта й Войнфца, області Акарнанія. У 1418 Леонардо відбивав набіги османів. Того ж року намагався отримати допомогу від Неаполітанського королівства. Помер того ж або наступного року на острові Закінф.

## Родина
- Маддалена (д/н—1429), дружина морейського деспота Костнятина Палеолога
- Карло (д/н — 1448), деспот Епіру і пфальцграф Кефалонії та Закінфу
- Креуса, дружина Чентуріоне II, князя Ахейського
- Ангеліка, дружина Джакомо ді Аріано